# Onze-Lieve-Vrouw van Gratiekerk

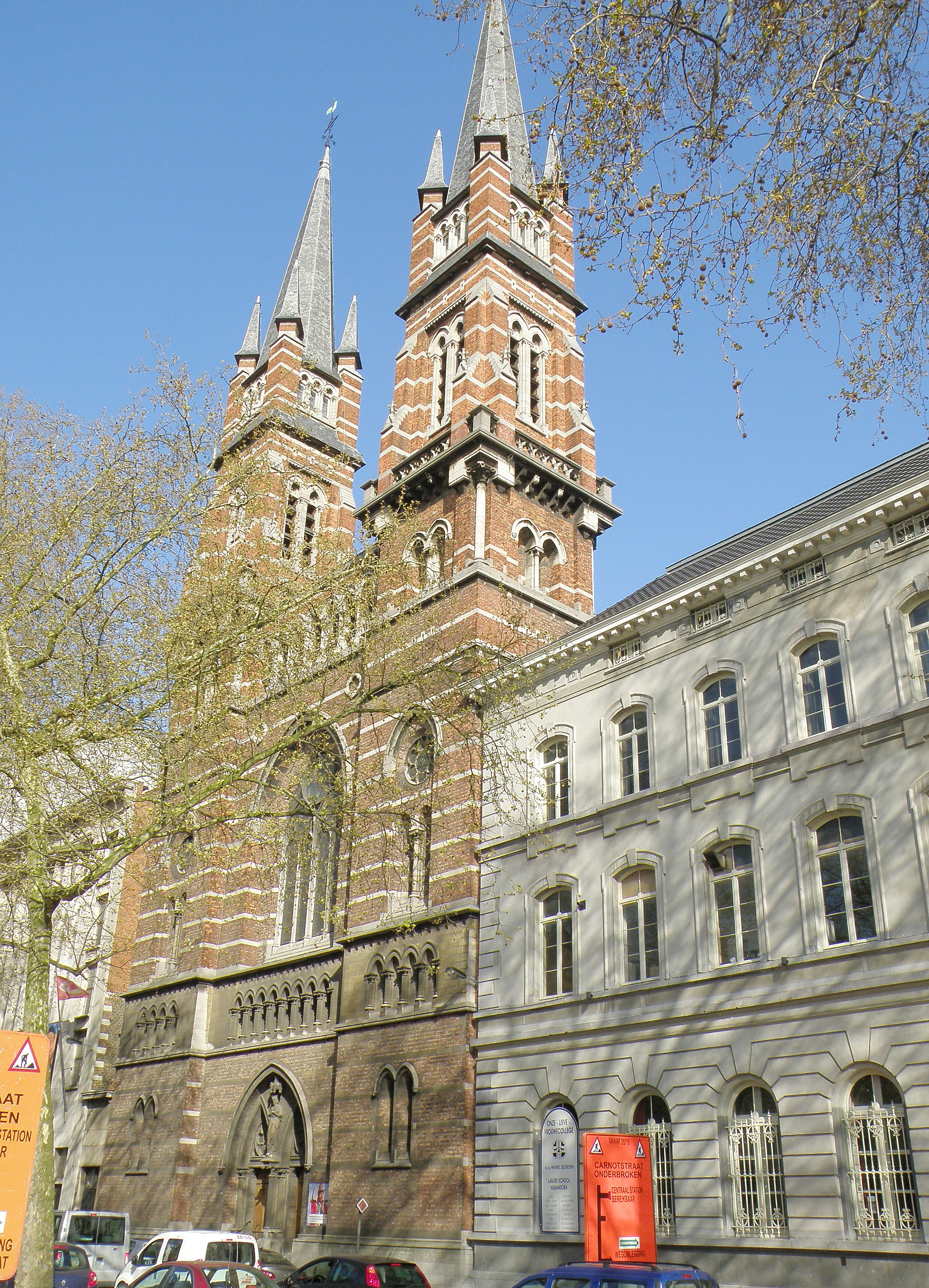
Onze-Lieve-Vrouw van Gratie

Blauwdruk van het plan van de voorgevel door Bilmeyer en Van Riel

De Onze-Lieve-Vrouw van Gratiekerk is een neogotisch bouwwerk gelegen op de Frankrijklei 89 te Antwerpen. De kerk wordt ook Onze-Lieve-Vrouw van Genadekerk genoemd. 

## Geschiedenis
De jezuïeten vestigden zich rond de periode 1870 op de toenmalige Kunstlei (nu Frankrijklei) te Antwerpen. Kort na de oprichting van het klooster en de schoolgebouwen besloten ze een kerk naast het college te bouwen. Dit gebeurde nadat ze enkele omliggende huizen aankochten in de Gratiekapelstraat (een zijstraat van de Frankrijklei destijds waar de Gratiekapel gevestigd was), ze braken deze af en bouwde daar de nieuwe Jezuïetenkerk. Door de architecten Jules Bilmeyer en Joseph Van Riel werd een bouwvergunning aangevraagd in 1878. Bilmeyer en Van Riel bouwden op dat moment de Basiliek van het Heilig Hart en het Stuyvenberghospitaal. Wegens geldgebrek werden de torenspitsen pas toegevoegd in 1909.
De kerk is een beschermd monument sinds 1999. De kerk staat leeg en wordt door het aanliggende college gebruikt als opslagplaats sinds er geen vieringen meer kunnen plaatsvinden nadat er wegens weinig of geen dakonderhoud bepleistering van het plafond naar beneden was gekomen. Door geldtekort is de kerk al langere tijd in verval en in die hoedanigheid was ze te zien in een korte documentaire over kerken die voor een symbolische euro te koop staan. In 2020 zijn er herstellingswerken gestart aan de buitenkant van de kerk.
In 2022 werd bekendgemaakt dat de kerk dienst zou doen als foyer voor Theater Elckerlyc dat er naast gelegen is.

## Architectuur
De voorgevel is kenmerkend uitgewerkt in baksteen met natuursteen als sierelement in de ganse gevelpartij. Het beeldhouwwerk van Maria in de inkompartij van de voorgevel is van de hand van Jan Frans Vermeylen. De glasramen zijn -zoals de andere door Bilmeyer en Van Riel uitgewerkte kerken- uitgevoerd door Stalins-Janssens. Het hoofdaltaar is door de beeldhouwers Jan de Boeck en Jan-Baptist Van Wint vervaardigd. Het ontwerp is een driebeukige kruisbasiliek met westtorens met de aanwezigheid van een koor en twee zijkoren. Ook is er een klein orgel en hoogzaal aanwezig. Verder is er een kooromgang en aanwezigheid van een sacristie. De kerk is net zoals buiten binnen afgewerkt met natuursteen en baksteen en geeft een donkere inval als je ze betreedt waardoor als er licht door de glasramen valt dit een kleurrijke aanblik geeft.